# Filip (sàtrapa de Sogdiana)
Filip (en llatí Philippus, en grec antic Φίλιππος), fou un militar macedoni nomenat sàtrapa de Sogdiana per Alexandre el Gran l'any 327 aC.
A la mort del rei va conservar el seu govern (323 aC) com la majoria dels sàtrapes de les províncies més llunyanes pels acords que van seguir la mort del rei, però a la partició de l'imperi que es va signar a l'acord de Triparadisos l'any 321 aC va rebre la satrapia de Pàrtia, segons Flavi Arrià, que va conservar fins al 318 aC quan Pitó va intentar establir el seu poder a les províncies orientals i va ocupar el territori, matant a Filip, segons diu Diodor de Sicília.
Podria ser la mateixa persona de nom Filip que va dirigir la falange a les batalles del Grànic i d'Arbela.